# Nimrod, Minnesota
Nimrod, Minnesota (енгл. Nimrod) град је у америчкој савезној држави Минесота.

## Демографија
По попису из 2010. године број становника је 69, што је 6 (-8,0%) становника мање него 2000. године.
| Група             | 2000.       | 2010.       |
| Белци             | 75 (100,0%) | 69 (100,0%) |
| Афроамериканци    | 0 (0,0%)    | 0 (0,0%)    |
| Азијати           | 0 (0,0%)    | 0 (0,0%)    |
| Хиспаноамериканци | 0 (0,0%)    | 0 (0,0%)    |
| Укупно            | 75          | 69          |